# Australische Cricket-Nationalmannschaft in Bangladesch in der Saison 2011
Die Tour der australischen Cricket-Nationalmannschaft nach Bangladesch in der Saison 2011 fand vom 9. bis zum 13. April 2011 statt. Die internationale Cricket-Tour war Bestandteil der Internationalen Cricket-Saison 2011 und umfasste drei ODIs. Australien gewann die Serie 3–0.

## Vorgeschichte
Für beide Mannschaften war es die erste Tour der Saison. Das letzte Aufeinandertreffen der beiden Mannschaften bei einer Tour fand in der Saison 2008 in Australien statt. Ursprünglich waren auf dieser Tour zwei Tests vorgesehen, die jedoch nicht ausgetragen wurden.

## Stadien
Die folgenden Stadien wurden für die Tour als Austragungsort vorgesehen und am 27. Februar 2011 festgelegt.
| Stadion                                | Stadt | Kapazität | Spiele    |
| -------------------------------------- | ----- | --------- | --------- |
| Sher-e-Bangla National Cricket Stadium | Dhaka | 26.000    | 1.–3. ODI |

## Kaderlisten
Bangladesch benannte seinen Kader am 28. März 2011.
Australien benannte seinen Kader am 30. März 2011.
| ODI | ODI |
| Bangladesch | Australien |
| --- | --- |
| - Shakib Al Hasan (K) - Tamim Iqbal (VK) - Abdur Razzak - Imrul Kayes - Mahmudullah - Mushfiqur Rahim (wk) - Mashrafe Mortaza - Raqibul Hasan - Shafiul Islam - Shahriar Nafees - Suhrawadi Shuvo | - Michael Clarke (K) - Xavier Doherty - Callum Ferguson - Brad Haddin (wk) - John Hastings - Mike Hussey - Mitchell Johnson - Brett Lee - James Pattinson - Ricky Ponting - Tim Paine (wk) - Steve Smith - Shane Watson - Cameron White |

## Tour Match
| 7. April Scorecard | Fatullah | Australians 308-6 (50)          | – | Bangladesh Cricket Board XI 218-7 (50) |
|                    |          | Australians gewinnt mit 90 Runs |   |                                        |

## One-Day Internationals

### Erstes ODI in Dhaka
| 9. April Scorecard | Dhaka | Australien 270-7 (50)          | – | Bangladesch 210-5 (50) |
|                    |       | Australien gewinnt mit 60 Runs |   |                        |

### Zweites ODI in Dhaka
| 11. April Scorecard | Dhaka | Bangladesch 229-7 (50)           | – | Australien 232-1 (26) |
|                     |       | Australien gewinnt mit 9 Wickets |   |                       |

### Drittes ODI in Dhaka
| 13. April Scorecard | Dhaka | Australien 361-8 (50)          | – | Bangladesch 295-6 (50) |
|                     |       | Australien gewinnt mit 66 Runs |   |                        |

## Statistiken
Die folgenden Cricketstatistiken wurden bei dieser Tour erzielt.
| ODIs                 | ODIs        | ODIs    | ODIs    | ODIs    | ODIs    | ODIs    | ODIs    | ODIs    |
| Batting              | Batting     | Batting | Batting | Batting | Batting | Batting | Batting | Batting |
| Spieler              | Mannschaft  | Spiele  | Innings | Runs    | Average | HS      | 100s    | 50s     |
| -------------------- | ----------- | ------- | ------- | ------- | ------- | ------- | ------- | ------- |
| Shane Watson         | Australien  | 3       | 3       | 294     | 147,00  | 185*    | 1       | 1       |
| Michael Clarke       | Australien  | 3       | 2       | 148     | 74,00   | 101     | 1       | 0       |
| Michael Hussey       | Australien  | 3       | 2       | 141     | 70,50   | 108     | 1       | 0       |
| Mohammad Mahmudullah | Bangladesch | 3       | 3       | 134     | 134,00  | 68*     | 0       | 1       |
| Mushfiqur Rahim      | Bangladesch | 3       | 3       | 126     | 126,00  | 81*     | 0       | 1       |
| Bowling              |             |         |         |         |         |         |         |         |
| Spieler              | Mannschaft  | Spiele  | Overs   | Wickets | Average | BBI     | 5W      | 10W     |
| Mitchell Johnson     | Australien  | 3       | 27      | 7       | 20,57   | 3/54    | 0       | 0       |
| Mashrafe Mortaza     | Bangladesch | 2       | 18      | 5       | 29,00   | 3/80    | 0       | 0       |
| Suhrawadi Shuvo      | Bangladesch | 3       | 16      | 4       | 29,50   | 3/44    | 0       | 0       |
| Abdur Razzak         | Bangladesch | 3       | 26      | 4       | 42,50   | 3/58    | 0       | 0       |
| Shane Watson         | Australien  | 3       | 24      | 4       | 39,66   | 2/49    | 0       | 0       |
| Steven Smith         | Australien  | 3       | 22      | 4       | 40,00   | 2/34    | 0       | 0       |

## Player of the Series
Als Player of the Series wurden die folgenden Spieler ausgezeichnet.
| Serie | Player of the Series |
| ----- | -------------------- |
| ODI   | Shane Watson         |

### Player of the Match
Als Player of the Match wurden die folgenden Spieler ausgezeichnet.
| Spiel  | Player of the Match |
| ------ | ------------------- |
| 1. ODI | Michael Clarke      |
| 2. ODI | Shane Watson        |
| 3. ODI | Michael Hussey      |